# Вознесеновка (Чуйская область)
Вознесе́новка (кирг. Вознесеновка) — село в Панфиловском районе Чуйской области Кыргызстана. Административный центр Вознесеновского аильного округа. Код СОАТЕ — 41708 219 811 01 0.

## География
Село расположено в северо-западной части области, южнее Большого Чуйского канала, на расстоянии приблизительно 5 километров (по прямой) к востоку от города Каинды, административного центра района. Абсолютная высота — 764 метра над уровнем моря.

## Население
| год     | 2009 | 2014 | 2015 |
| ------- | ---- | ---- | ---- |
| человек | 3932 | 3917 | 3951 |